# San Sebastián (Argentine)
Pour les articles homonymes, voir San Sebastián.
San Sebastián est une localité argentine située dans la province de Terre de Feu et dans le département de Río Grande, sur la rive sud-ouest de la baie de San Sebastián et sur la route nationale 3,.
Le site abrite les bureaux de l'Administration nationale des douanes et de la Gendarmerie nationale argentine, ainsi qu'une école et une auberge avec service de restauration, appartenant à l'Automóvil Club Argentino (Automobile Club Argentin). Le col de San Sebastian est situé à proximité. Des activités d'élevage de bétail sont menées dans les estancias voisines.

## Toponymie

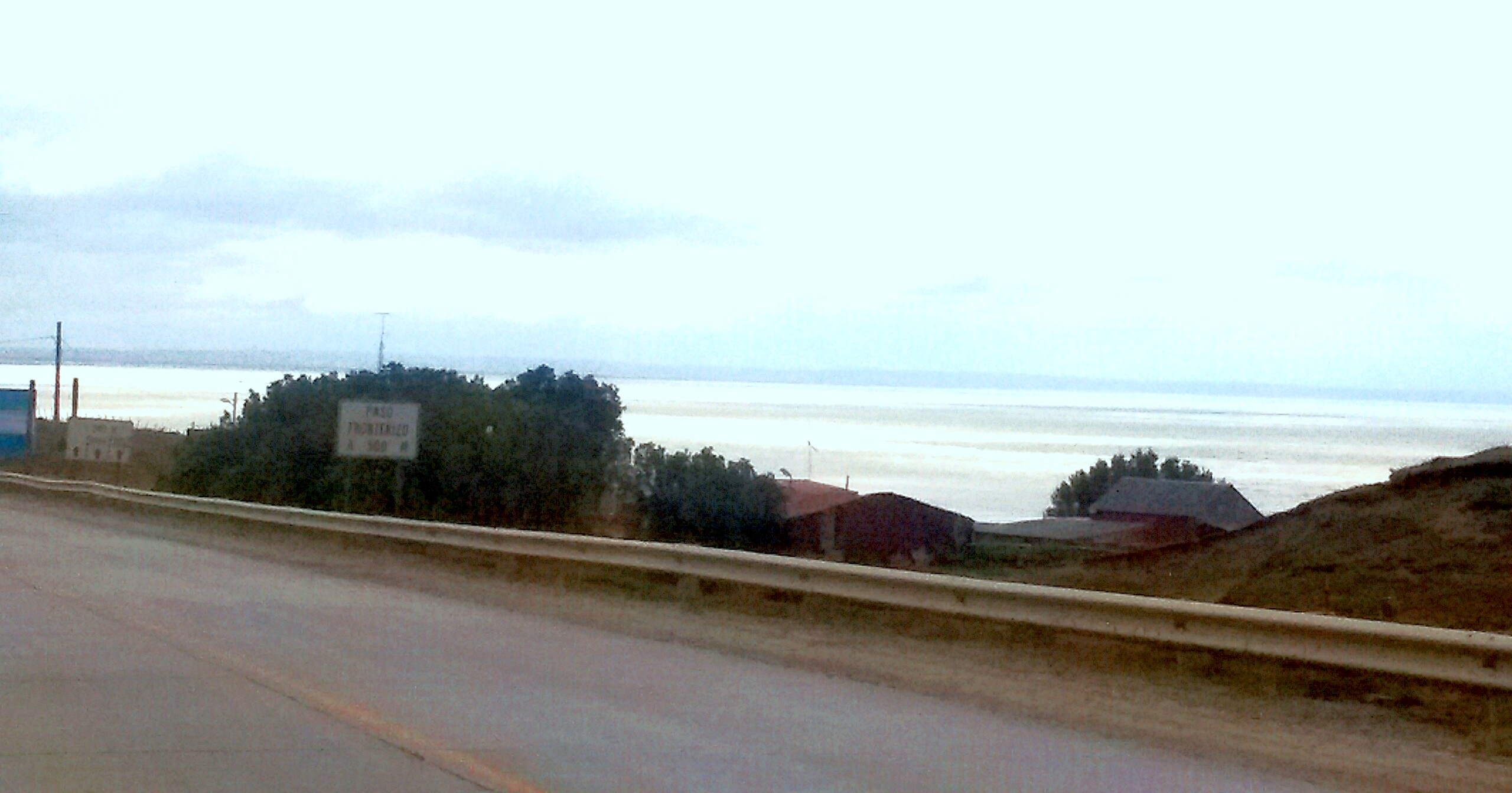
Maisons locales près de la baie.

Le nom du lieu et la baie du même nom ont été imposés par l'expédition des frères Bartolomé et Gonzalo García de Nodal qui y ont jeté l'ancre en 1619, lui donnant le nom du saint du jour.

## Histoire
Le village de San Sebastián a été créée par la loi territoriale no 205, promulguée le 29 juillet 1983.

« Article no 1 - Il fut créé sur la rive sud-ouest de la baie de San Sebastián, département de Río Grande, sur la route nationale no 3, une ville dénommée SAN SEBASTIAN, occupant la parcelle rurale 07 dudit département.
[...]
Article no 4 - Jusqu'à la nomination de la commission de développement prévue à l'article 66 du décret-loi 2 191⁄57, les fonctions de celle-ci seront exercées par la municipalité de Río Grande, qui pourra désigner un délégué - un habitant de la localité - ad honorem. »

Bien que la loi de création du village prévoie la création d'une commission de développement, celle-ci n'a pas été réalisée, et n'a pas été placée sous la juridiction transitoire de la municipalité de Río Grande.

## Géographie
Le site est situé sur le prolongement de la route nationale 3 dans le secteur insulaire, à un peu plus de 80 km de la ville de Río Grande, près de la baie de San Sebastián. Il s'agit de la zone la plus importante d'une réserve côtière d'importance internationale pour la survie de divers oiseaux côtiers migrateurs, qui s'étend au sud jusqu'au cap San Pablo. Il est situé sur un terrain régulier, bas et descendant, qui tend à être plat, à 15 mètres au-dessus du niveau de la mer ; autour de lui, il y a des collines qui ne dépassent pas 100 mètres au-dessus du niveau de la mer.

## Climat
Le climat est océanique, humide avec une influence maritime polaire. Les températures estivales les plus hautes enregistrées sont de 10. °C et 20. °C. Alors qu'en hiver, le minimum est de −14. °C ou reste plus ou moins constant autour de −9. °C.

## Galerie

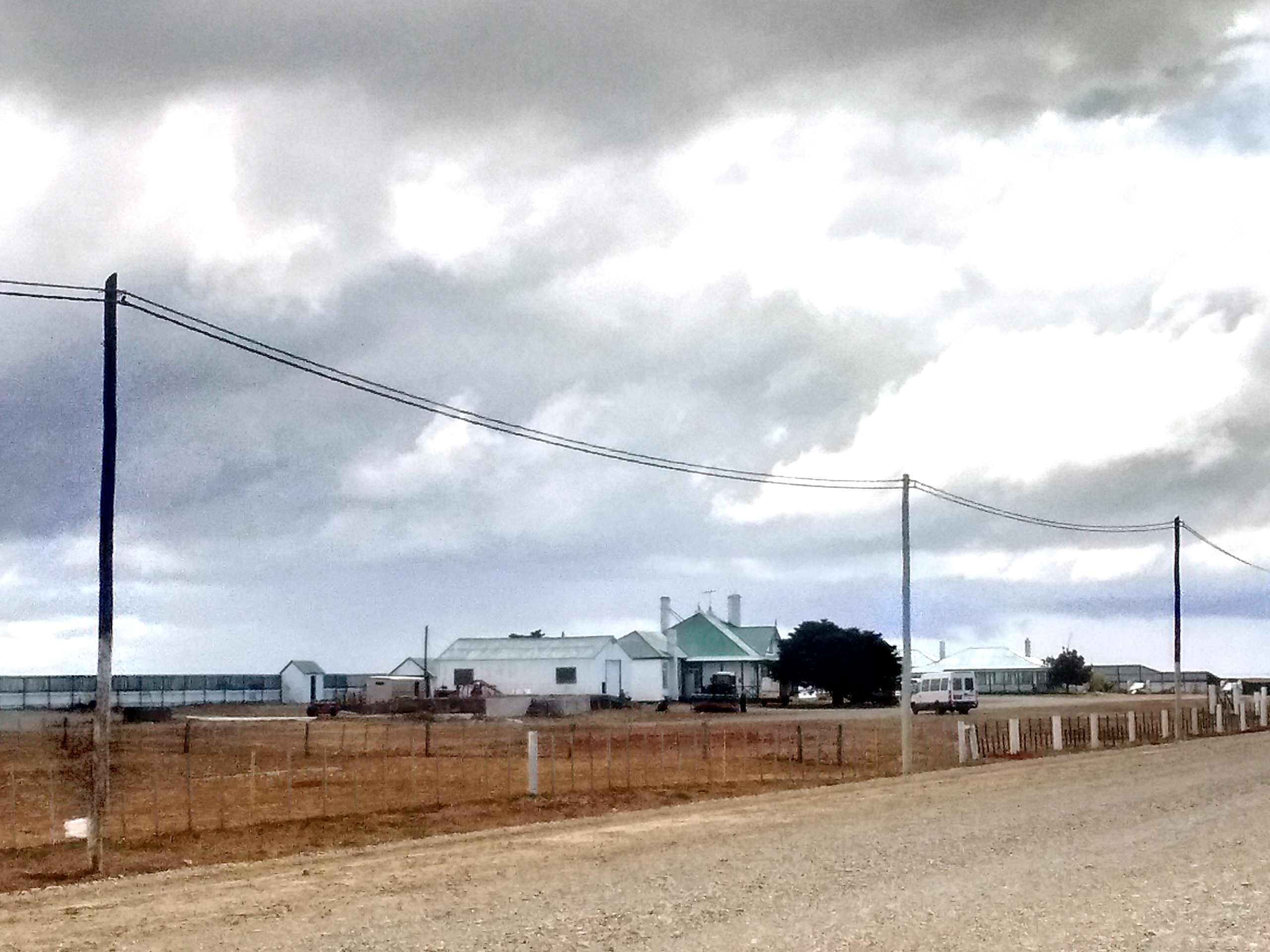
Estancia San Martin sur la rive de la baie de San Sebastián.
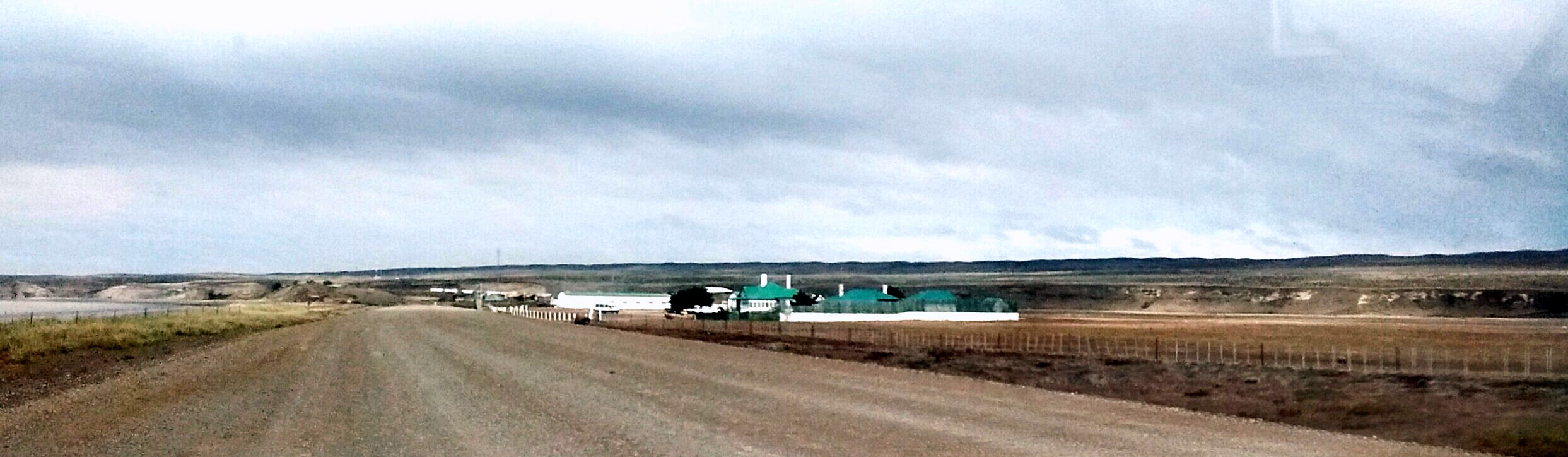
Route le long de la baie de San Sebastián
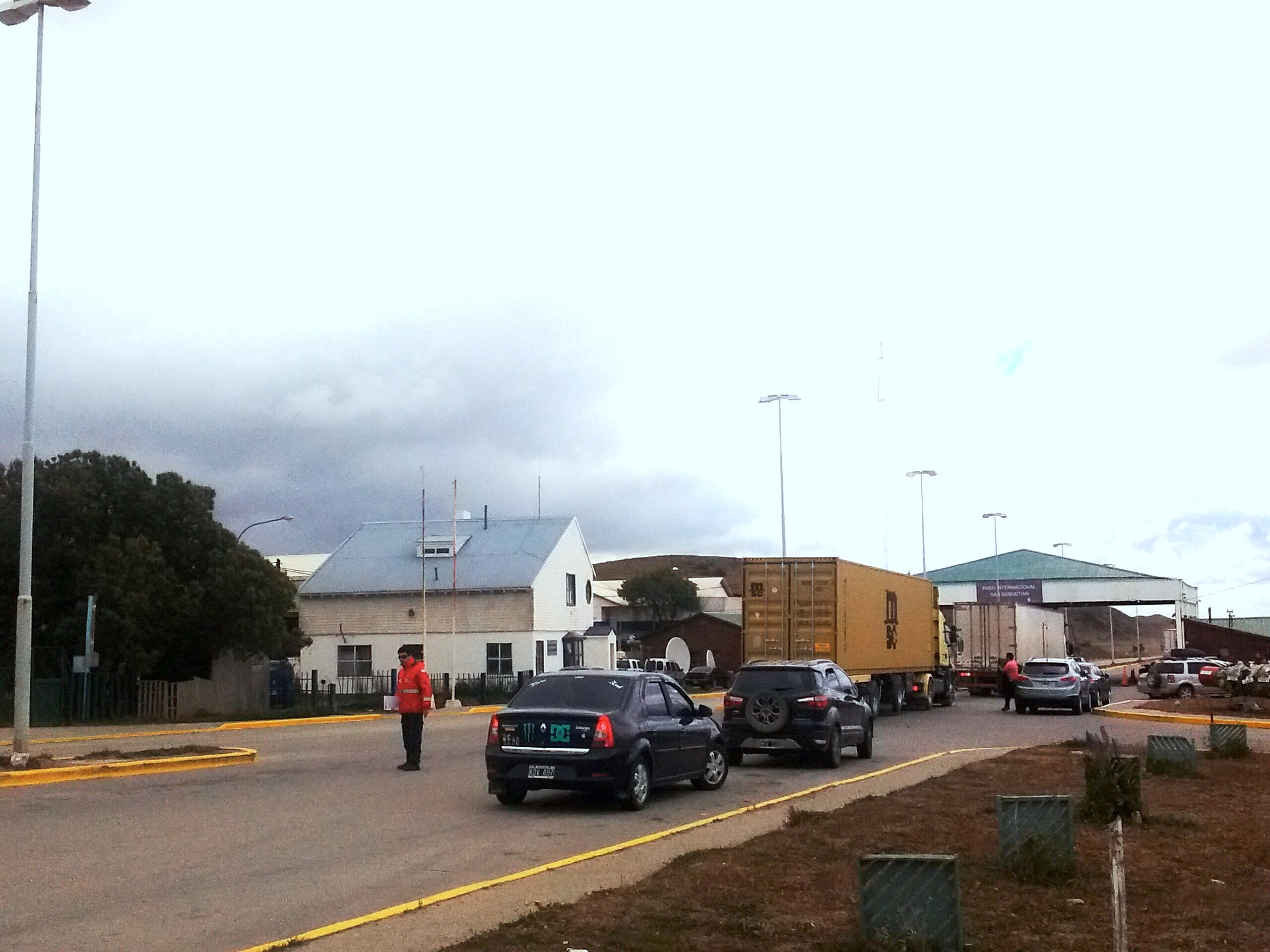
File de voitures attendant de franchir le col de San Sebastián.
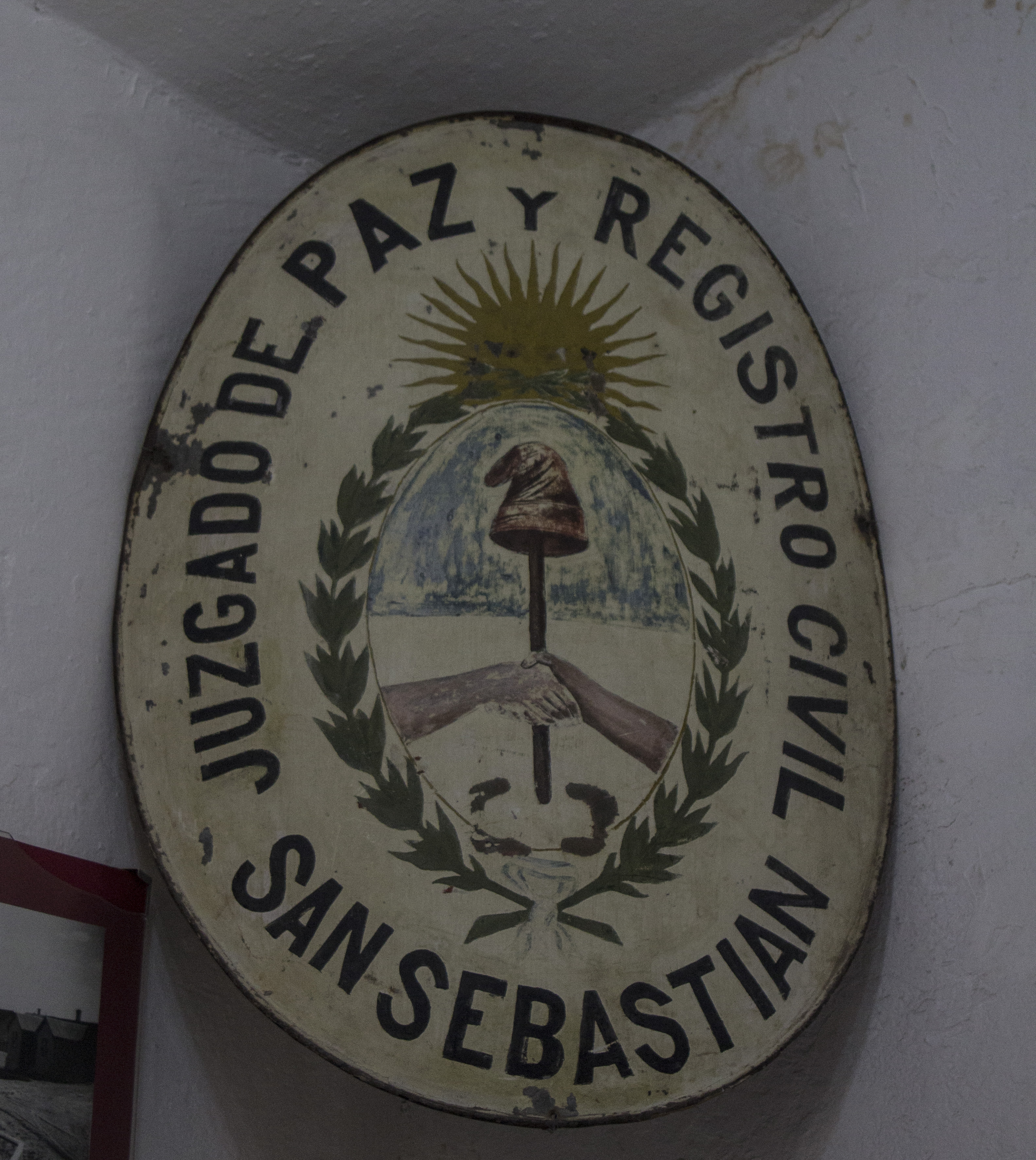
Poste du juge de paix et registre civil de San Sebastián conservé au Musée maritime et pénitentiaire d'Ushuaïa.
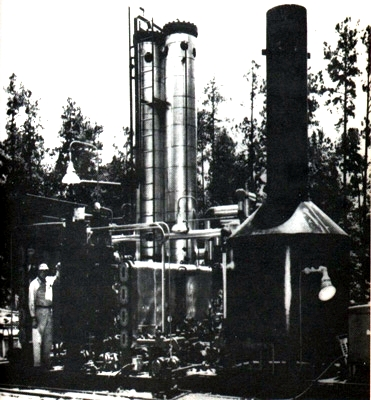
Distillerie Centauro sur la baie de San Sebastián.